# سيدي مجبر (بني يقطون مغراوة)
سيدي مجبر هو دُوَّار يقع بجماعة باب بودير، إقليم تازة، جهة فاس مكناس في المملكة المغربية. ينتمي الدوّار لمشيخة بني يقطون مغراوة التي تضم 7 دواوير. يقدر عدد سكانه بـ 650 نسمة حسب الإحصاء الرسمي للسكان والسكنى لسنة 2004.

## روابط خارجية
- البوابة الوطنية للجماعات الترابية نسخة محفوظة 12 مارس 2018 على موقع واي باك مشين.
- المندوبية السامية للتخطيط